# Montpellier Hérault Sport Club 2016-2017
Questa voce raccoglie le informazioni riguardanti il Montpellier Hérault Sport Club nelle competizioni ufficiali della stagione 2016-2017.

## Rosa 2016-2017
| N. |                      | Ruolo | Calciatore        |
| -- | -------------------- | ----- | ----------------- |
| 1  | Francia (bandiera)   | P     | Laurent Pionnier  |
| 2  | Senegal (bandiera)   | D     | Mamadou N'Diaye   |
| 3  | Francia (bandiera)   | D     | Daniel Congré     |
| 4  | Brasile (bandiera)   | D     | Hilton            |
| 5  | Mali (bandiera)      | D     | Yacouba Sylla     |
| 6  | Francia (bandiera)   | C     | Joris Marveaux    |
| 7  | Francia (bandiera)   | C     | Paul Lasne        |
| 10 | Algeria (bandiera)   | C     | Ryad Boudebouz    |
| 11 | Francia (bandiera)   | C     | Jonathan Ikoné    |
| 12 | Rep. Ceca (bandiera) | D     | Lukáš Pokorný     |
| 13 | Tunisia (bandiera)   | C     | Ellyes Skhiri     |
| 15 | Benin (bandiera)     | A     | Steve Mounié      |
| 16 | Francia (bandiera)   | P     | Geoffrey Jourdren |

| N. |                         | Ruolo | Calciatore         |  |
| -- | ----------------------- | ----- | ------------------ |  |
| 17 | Francia (bandiera)      | C     | Pierrick Fito      |  |
| 18 | Belgio (bandiera)       | A     | Isaac Mbenza       |  |
| 19 | Senegal (bandiera)      | A     | Souleymane Camara  |  |
| 20 | Sudafrica (bandiera)    | A     | Keagan Dolly       |  |
| 21 | Francia (bandiera)      | C     | William Rémy       |  |
| 22 | Francia (bandiera)      | C     | Killian Sanson     |  |
| 23 | Francia (bandiera)      | D     | Nordi Mukiele      |  |
| 25 | Francia (bandiera)      | D     | Mathieu Deplagne   |  |
| 27 | RD del Congo (bandiera) | D     | Cédric Mongongu    |  |
| 28 | Benin (bandiera)        | C     | Stéphane Sessègnon |  |
| 29 | Ciad (bandiera)         | A     | Casimir Ninga      |  |
| 30 | Francia (bandiera)      | P     | Jonathan Ligali    |  |